# Blomstrandsgölen
Blomstrandsgölen är en sjö i Tranås kommun i Småland och ingår i Motala ströms huvudavrinningsområde. Sjön har en area på 0,0675 kvadratkilometer och ligger 249,6 meter över havet.

## Delavrinningsområde
Blomstrandsgölen ingår i det delavrinningsområde (643079-143326) som SMHI kallar för Mynnar i Valen. Avrinningsområdets medelhöjd är 252 meter över havet och ytan är 23,31 kvadratkilometer. Det finns inga delavrinningsområden uppströms utan avrinningsområdet är högsta punkten. Öasjöbäcken som avvattnar avrinningsområdet har biflödesordning 5, vilket innebär att vattnet flödar genom totalt 5 vattendrag innan det når havet efter 210 kilometer. Delavrinningsområdet består mestadels av skog (72 procent) och jordbruk (16 procent). Avrinningsområdet har 0,87 kvadratkilometer vattenytor vilket ger det en sjöprocent på 3,7 procent.